# Portello (métro de Milan)
Portello est une station de la ligne 5 du métro de Milan. Elle est située sous la via Lodovico Scarampo, quartier Portello, dans le Municipio 8 de Milan en Italie.

## Situation sur le réseau

Plan du métro (2021)

Établie en souterrain, Portello est une station de passage de la ligne 5 du métro de Milan. Elle est située entre la station Tre Torri, en direction du terminus nord Bignami, et la station Lotto, en direction du terminus ouest San Siro Stadio.
Elle dispose des deux voies de la ligne, encadrées par deux quais latéraux.

## Histoire
La station Portello est mise en service le 6 juin 2015, c'est une station ouverte sur la ligne 5 déjà en service. Elle est nommée en référence au quartier éponyme qu'elle dessert.